# Vibekegade
Vibekegade er en gade i Haraldsgadekvarteret på Ydre Nørrebro i København. Den er en sidegade til Haraldsgade og ender i Gunhildsgade. Gaden er navngivet efter Vibeke, der er et nedertysk eller plattysk kæleform af det nordiske Viborg. Betydningen er usikker, nogle forskellige bud er kamp eller helligdom, vi eller værn.
Vibekegade er en stille gade med bænke og træer. Husene er i pastelfarver, hvid, gul, fesengul og har frodige baghaver. I 1958 boede der bl.a. en mekaniker, en bogholder, en specialarbejder, en kontroltelefonistinde og en drager i gaden (nr. 1.). Gaden ligger i kvarteret Vibekevang (se dette), som har taget sit navn efter Vibekegade.